# Olesiów Potok
Olesiów Potok – potok, lewy dopływ Kowańca o długości około 600 m.
Potok wypływa na wysokości około 690 m na łąkach we wschodniej części Nowego Targu. Spływa w kierunku zachodnim i na wysokości około 625 m uchodzi do Kowańca. Cała zlewnia potoku znajduje się na Kotlinie Nowotarskiej w granicach miasta Nowy Targ.